# Якщо у них немає хліба, нехай їдять тістечка!

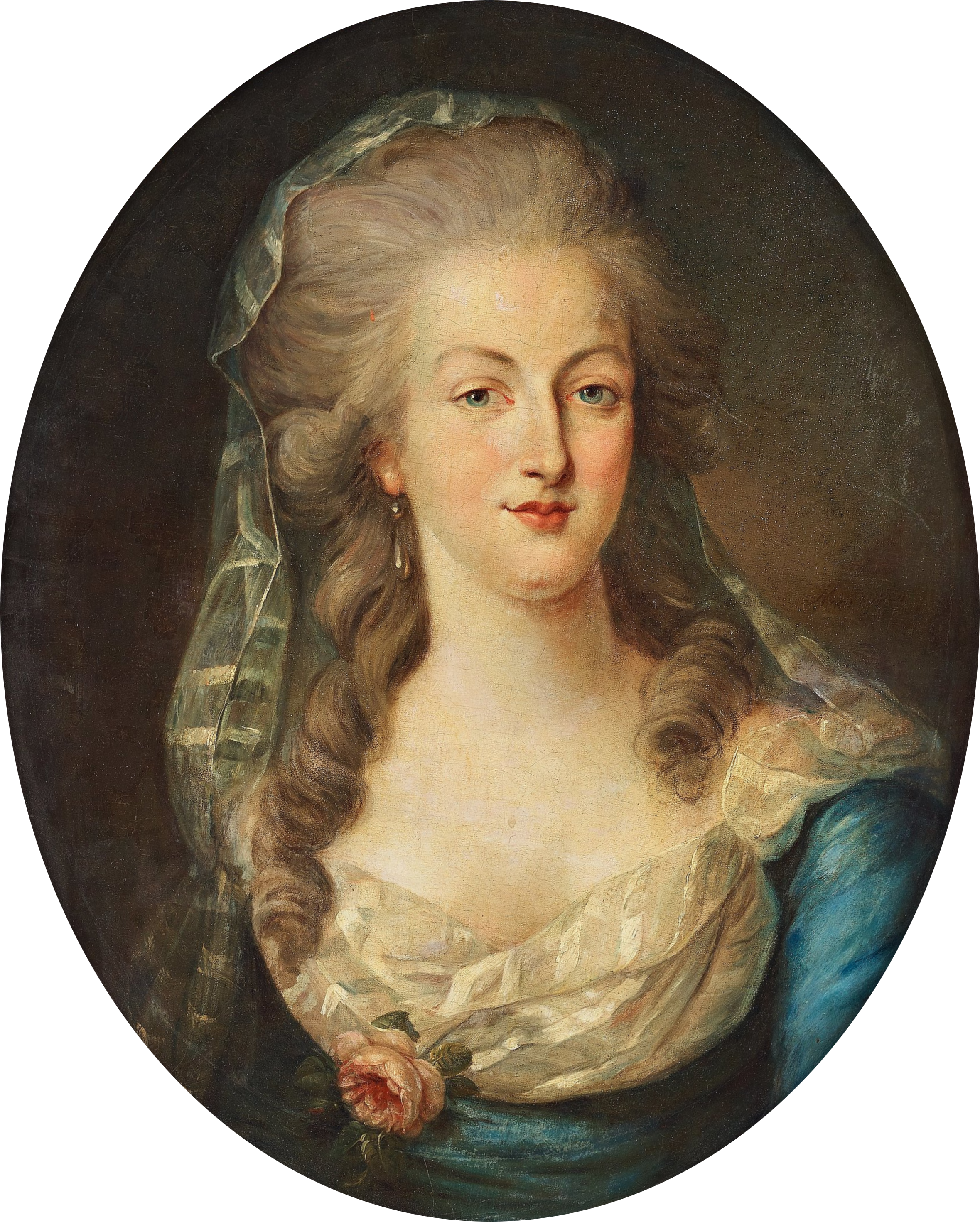
Марія-Антуанетта, художник Жан-Лоран Моньє

Якщо у них немає хліба, нехай їдять тістечка! (фр. «Qu’ils mangent de la brioche» — букв. «Нехай вони їдять бріоші») — фраза приписується страченій на гільйотині французькій королеві Марії-Антуанетті, і є символом повної відстороненості шляхетного класу від проблем народу. Сучасними істориками розглядається як один з історичних міфів. Фраза походить зі «Сповіді» Жан-Жака Руссо, де він однак не згадує ім'я «однієї великої принцеси»:
Нарешті я згадав крайній засіб однієї великої принцеси, якій сказали що в селян немає хліба і яка відповіла: Хай їдять бріоші. Я купував бріоші. Ще б не спосіб цього спромогтись! Виходячи сам із цим наміром я обходив кілька разів все місто, проходячи мимо тридцяті кондитерських перш аніж увійти в одну з них.
Проте Марія Антуанета не могла бути цією великою принцесою, з огляду на те, що видана посмертно Сповідь Руссо була написана за кілька років до її прибуття до Парижу. Подібний анекдот існує зокрема в китайській культурі. У ньому давній імператор  на закид щодо відсутності в підданих рису відповідає : «Чому тоді вони не їдять м'яса»?
На перший погляд, фраза є прикладом дурості королеви та сприймається як знущання. Однак, в королівстві Франція існували обмеження цін на хліб, а закон епохи з'явлення анекдоту в цілях запобігання навмисній спекуляції забов'язував пекарів за відсутності дешевого хліба продавати дорогі сорти (ті самі бріоші) за ціною дешевих. Відповідно, зміст фрази міняється на протилежний: раз немає звичайного хліба, необхідно забезпечити людям інший.
Вважається, що британський історик Поль Джонсон відшукав справжне джерело виразу, переінакшеного Руссо до анекдоту. Йдеться про мемуари Мадам Бегонь (Адель Д'осмон) де вона розповідає про принцесу Вікторію Французьку: В оригиналі йдеться про хлібну корку франзузької страви паштет-в-тісті  і шире співчуття вищезгаданої принцеси: 
« Мадам Вікторія мала обмаль характеру та надзвичайну доброту. Це вона сказала, зі сльозами на очах, в час недостатку коли говорили про страждання нещасних облишених хліба: "Та Боже мій, якби вони могли дати собі змогу з'їсти хлібну корку!" 

Madame Victoire avait fort peu d'esprit et une extrême bonté. C'est elle qui disait, les larmes aux yeux, dans un temps de disette où on parlait des souffrances des malheureux manquant de pain : « Mais mon Dieu, s'ils pouvaient se résigner à manger de la croûte de pâté ! » 
1. ↑  Did Marie-Antoinette Really Say 'Let Them Eat Cake'?. HISTORY (англ.). 24 жовтня 2012. Процитовано 9 травня 2025.
2. ↑  Rousseau, Jean-Jacques (1889). Les Confessions. Paris: Launette. с. 223—269.
3. ↑  Israel, Mark. AUE: FAQ excerpt: "Let them eat cake!". alt-usage-english.org. Процитовано 29 грудня 2024.
4. ↑  Comtesse de Boigne (10 novembre 1999). Mémoires (Tome 1-Du règne de Louis XVI à 1820) (Французька) . France: Mercure de France. с. 784. ISBN 2715221789.